# Буаузан, Рашид
Рашид Буаузан (нидерл. Rachid Bouaouzan; род. 20 февраля 1984, Роттердам, Южная Голландия) — голландский футболист марокканского происхождения, игравший на позиции нападающего.

## Биография
Родился 20 февраля 1984 года в Роттердаме в марокканской семье.
Свою футбольную карьеру начал в качестве юниора в клубе SVV, а затем перешел в роттердамскую «Спарту», где стал профессиональным игроком, дебютировав в футбольном сезоне в сезоне 2003/04 годов. Продлив контракт, выступал в следующем сезоне, где «отличился» на поле, попав в заголовки голландских новостей из-за тяжелого фола на Нильсе Кокмейере, игравшего за «Гоу Эхед Иглз». Это случилось 17 декабря 2004 года: Кокмейеру была сломана нога, травма оказалась настолько серьезной, что он был вынужден уйти из профессионального футбола.
Позже Кокмейер подал в суд на Буаузана. Суд бприговорил игрока к шести месяцам тюремного заключения условно, что стало уникальным событием в истории голландского футбола. Также Рашид Буаузан был отстранён своей командой от участия в играх до конца сезона.
«Спарта» не продлила контракт с Буаузаном на следующий сезон, и он перешёл в английский профессиональный клуб «Уиган Атлетик». Выйдя в составе этого клуба на поле один раз, был отдан в аренду в голландский НЕК (сезоне 2008/09). Но после многочисленных дисциплинарных проблем в апреле 2009 года его вернули в «Уиган». Играл за этот клуб в сезоне 2009/10. С апреля по июль 2010 года был отдан «Уиганом» в аренду шведскому «Хельсингборгу». После окончания контракт с «Уиганом», Буаузан тренировался с командой Jong Sparta и в сентябре 2010 года снова вернулся в «Хельсингборг», где стал чемпионом Швеции по футболу в 2011 году. В октябре 2013 года его контракт с «Хельсингборгом», который действовал до конца 2013 года, был расторгнут из-за грубого подката на тренировке против своего игрока — Эрика Эдмана. Затем Рашид Буаузан выступал за клубы Haaglandia и Voorschoten’97 и в 2016 году окончил карьеру футболиста.
В октябре 2006 года Рашид Буаузан тренировался с марокканской национальной сборной по футболу, которая в том же месяце провела неофициальный показательный матч против «Утрехта».
В конце 2020 года он был арестован и задержан по подозрению в торговле наркотиками и отмывании денег, но в апреле 2022 года оправдан по этому делу.